# Gintautas Oemaras
Gintautas Oemaras (Kaunas, 20 mei 1963) is een voormalig Litouws wielrenner. Hij werd in 1988 olympisch kampioen op de individuele achtervolging en tevens op de ploegenachtervolging met de ploeg van de Sovjet-Unie. In 1989 werd hij prof bij de "San Marinese" Alfa Lum-ploeg.

## Belangrijkste overwinningen
1986
- Proloog Olympia's Tour

1987
- Wereldkampioen Achtervolging (baan, elite)

1988
- Olympische kampioen Achtervolging (baan, elite)
- Olympische kampioen Ploegenachtervolging (baan, elite) (met Vjatsjeslav Jekimov, Artūras Kasputis en Dmitri Neljoebin)

1964: Jiří Daler ·
1968: Daniel Rébillard ·
1972: Knut Knudsen ·
1976: Gregor Braun ·
1980: Robert Dill-Bundi ·
1984: Steve Hegg ·
1988: Gintautas Oemaras ·
1992: Chris Boardman ·
1996: Andrea Collinelli ·
2000: Robert Bartko ·
2004: Bradley Wiggins ·
2008: Bradley Wiggins
1908: Jones, Kingsbury, Meredith, Payne ·
1920: Magnani, Carli, Ferrario, Giorgetti ·
1924: De Martini, Dinale, Menegazzi, Zucchetti ·
1928: Facciani, Gaioni, Lusiani, Tasselli ·
1932: Pedretti, Borsari, Cimatti, Ghilardi ·
1936: Nizerhy, Charpentier, Goujon, Lapébie ·
1948: Decanali, Adam, Blusson, Coste ·
1952: Morettini, Campana, de Rossi, Messina ·
1956: Gasparella, Domenicali, Faggin, Gandini ·
1960: Vigna, Arienti, Testa, Vallotto ·
1964: Streng, Claesges, Henrichs, Link ·
1968: Lyngemark, Olsen, Asmussen, Jensen ·
1972: Schumacher, Colombo, Haritz, Hempel ·
1976: Vonhof, Braun, Lutz, Schumacher ·
1980: Manakov, Movtsjan, Ossokin, Petrakov ·
1984: Grenda, Turtur, Nichols, Woods ·
1988: Jekimov, Kasputis, Neljoebin, Oemaras ·
1992: Fulst, Glöckner, Lehmann, Steinweg ·
1996: Capelle, Ermenault, Monin, Moreau ·
2000: Fulst, Bartko, Becke, Lehmann ·
2004: Brown, McGee, Lancaster, Roberts ·
2008: Clancy, Manning, Thomas, Wiggins · 
2012: Burke, Clancy, Kennaugh, Thomas · 
2016: Burke, Clancy, Doull, Wiggins · 
2020: Consonni, Ganna, Lamon, Milan · 
2024:  Bleddyn, Welsford, Leahy, O'Brien
- Virtual International Authority File: 2773154260557124480004